# 25-я смешанная авиационная дивизия
 25-я смешанная авиацио́нная диви́зия  — авиационное воинское соединение истребительной авиации Вооружённых сил СССР в Великой Отечественной войне.

## Формирование дивизии
25-я смешанная авиационная дивизия сформирована в августе 1940 года на основании Постановления Совета Народных Комиссаров СССР

## Переформирование дивизии
25-я смешанная авиационная дивизия переформирована 23 ноября 1941 года в 25-ю истребительную авиационную дивизию.

## В действующей армии
В составе действующей армии на состояла

## Состав дивизии
На 22 июня 1941 года
Управление — Кутаиси
18-й скоростной бомбардировочный авиационный полк — Кутаиси
35-й истребительный авиационный полк — Батуми
133-й истребительный авиационный полк — Ново-Сенаки
270-й истребительный авиационный полк (в стадии формирования) — Ахалкалаки
В разное время
| Части                                  | Период                  |
| -------------------------------------- | ----------------------- |
| 35-й истребительный авиационный полк   | 08.1940 — 10.08.1941    |
| 36-й истребительный авиационный полк   | 22.10.1941 — 23.11.1941 |
| 133-й истребительный авиационный полк  | 01.09.1940 — 23.11.1941 |
| 18-й бомбардировочный авиационный полк | 01.09.1940 — 16.11.1941 |
| 12-й бомбардировочный авиационный полк | 10.08.1940 — 16.11.1941 |

## В составе соединений и объединений
| Дата            | Фронт (округ)              | Армия      | Корпус | Примечания    |
| --------------- | -------------------------- | ---------- | ------ | ------------- |
| 01.09.1940 года | Закавказский военный округ | ВВС округа | -      | -             |
| 23.08.1941 года | Закавказский фронт         | ВВС фронта | -      | -             |
| 23.11.1941 года | Закавказский фронт         | ВВС фронта | -      | переименована |

## Командиры дивизии
| Звание                | Имя                            | Период                  | Примечание |
| --------------------- | ------------------------------ | ----------------------- | ---------- |
| генерал-майор авиации | Нанейшвили Владимир Варденович | 08.08.1940 — 22.10.1941 |            |
| полковник             | Шалимов Виктор Михайлович      | 23.10.1941 — 23.11.1941 |            |

## Участие в операциях и битвах
- ПВО Закавказского фронта